# 第八軍團 (英國)
第8集团军（Eighth Army）是第二次世界大战期间英国陆军的一个盟军野战军编队，它在北非戰場和義大利戰役中作战。这些部队来自澳大利亞陸軍、英属印度陆军、加拿大陸軍、捷克斯洛伐克、自由法國部队、希腊陆军、新西蘭陸軍、波蘭陸軍、南羅德西亞、南非和英国。